# Japanische Fußballnationalmannschaft der Frauen/Olympische Spiele
Der Artikel beinhaltet eine ausführliche Darstellung der japanischen Fußballnationalmannschaft der Frauen bei den Olympischen Spielen. Japan nahm 2024 zum sechsten Mal am Turnier der Frauen bei den Olympischen Spielen teil und konnte bisher einmal das Finale erreichen, verlor dieses aber gegen Rekordolympiasieger USA. Für 2016 konnte sich Japan, das bei der WM 2015 noch Vizeweltmeister geworden war, nicht qualifizieren. Im Medaillenspiegel liegt Japan zusammen mit der Volksrepublik China auf dem siebten Platz. Als Ausrichter der Spiele 2020 war Japan für dieses Turnier automatisch qualifizierter Gastgeber.

## Die Nationalmannschaft bei den Olympischen Spielen

### Übersicht
| Olympische Spiele in | Teilnahme bis …    | Gegner                           | Ergebnis       | Trainer/in     | Bemerkungen und Besonderheiten                                                                                                 |
| -------------------- | ------------------ | -------------------------------- | -------------- | -------------- | --- |
| Atlanta 1996         | Vorrunde           | Brasilien, Deutschland, Norwegen | –              | Eiji Ueda      | |
| Sydney 2000          | nicht qualifiziert |                                  | –              |                | Durch das Vorrundenaus bei der WM 1999 nicht qualifiziert                                                                      |
| Athen 2004           | Viertelfinale      | USA                              | –              | Eiji Ueda      | |
| Peking 2008          | Spiel um Platz 3   | Deutschland                      | 4. Platz       | Norio Sasaki   | |
| London 2012          | Finale             | USA                              | Silbermedaille | Norio Sasaki   | |
| Rio de Janeiro 2016  | nicht qualifiziert |                                  |                |                | Japan traf in der Qualifikation für die beiden asiatischen Startplätze auf Australien, China, Nord- und Südkorea sowie Vietnam |
| Tokio 2020           | Viertelfinale      | Schweden                         | –              | Asako Takakura | Als Gastgeber automatisch qualifiziert. Als beste Gruppendritte die K.-o.-Runde erreicht.                                      |
| Paris 2024           | Viertelfinale      | USA                              | –              | Futoshi Ikeda  | In der Qualifikation setzte sich die Mannschaft in der letzten Runde gegen Nordkorea durch.                                    |

## Die Turniere

### Olympia 1996 in Atlanta
Die Japanerinnen waren durch das Erreichen des WM-Viertelfinales 1995 für das erste olympische Frauenfußballturnier qualifiziert. Sie starteten mit einem 2:3 gegen Deutschland, verloren dann mit 0:2 gegen Brasilien und das letzte Spiel mit 0:4 gegen Weltmeister Norwegen, womit sie als Gruppenletzter aus dem Turnier ausschieden.

### Olympia 2000 in Sydney
Für das zweite olympische Turnier konnten sich die Japanerinnen durch das Aus in der Vorrunde bei der WM 1999 nicht qualifizieren.

### Olympia 2004 in Athen
Für das dritte olympische Frauenfußballturnier qualifizierten sich die Japanerinnen als Zweite bei einem Qualifikationsturnier, das im April 2004 in Japan ausgetragen wurde. Dabei besiegten sie zunächst in der Gruppenphase Vietnam mit 7:0 und anschließend Thailand mit 6:0. Durch ein 3:0 im Halbfinale gegen Nordkorea gelang dann die Qualifikation. Das für die Qualifikation nicht mehr entscheidende Finale wurde mit 0:1 gegen die Volksrepublik China verloren.
In einer von zwei Dreiergruppen gewannen sie ihr Auftaktspiel gegen Schweden mit 1:0 und damit erstmals ein Spiel bei den Olympischen Spielen. Im zweiten Spiel verloren sie dann aber gegen Nigeria mit 0:1, das seinerseits anschließend mit 1:2 gegen Schweden verlor. Damit hatten die drei Mannschaften jeweils drei Punkte, Schweden und Nigeria aber 2:2 Tore und Japan wurde mit 1:1 Toren Dritter. Alle drei erreichten aber das erstmals ausgetragene Viertelfinale. Hier traf Japan auf die USA und verlor mit 1:2.

### Olympia 2008 in Peking
Für die Spiele 2008 hatte sich auch Osaka beworben, war aber bei der Abstimmung bereits in der ersten Runde gescheitert. Für das Turnier in Peking mussten sich die Japanerinnen daher in Spielen gegen Südkorea, Thailand und Vietnam qualifizieren, die in Hin- und Rückspielen im Jeder-gegen-Jeden-Modus ausgetragen wurden. Japan gab dabei nur bei einem 2:2 in Südkorea einen Punkt ab und qualifizierte sich als Gruppensieger.
Zum Turnierauftakt in der Volksrepublik China reichte es gegen Neuseeland nach 0:2-Rückstand nur zu einem 2:2. Anschließend verloren sie mit 0:1 gegen Titelverteidiger USA. Mit einem 5:1 gegen Norwegen nach 0:1-Rückstand wurden sie aber noch Gruppenzweiter und trafen im Viertelfinale auf Gastgeber China und gewannen mit 2:0. Im Halbfinale trafen sie dann erneut auf die USA. Shinobu Ōno brachte die Japanerinnen zwar in der 17. Minute in Führung, kurz vor der Pause konnten die US-Girls dann aber das Spiel drehen und ihrerseits mit 2:1 in Führung gehen. Dieses Ergebnis bauten sie dann in der zweiten Halbzeit auf 4:1 aus. Eriko Arakawa konnte dann in der Nachspielzeit nur noch eine Ergebniskorrektur erreichen. Im Spiel um Platz 3 trafen sie auf Weltmeister Deutschland und hielten 68 Minuten lang das 0:0. Dann gelang der erst zehn Minuten zuvor eingewechselten Fatmire Bajramaj das 1:0 und drei Minuten vor dem Ende auch noch das 2:0 für den Weltmeister.

### Olympia 2012 in London

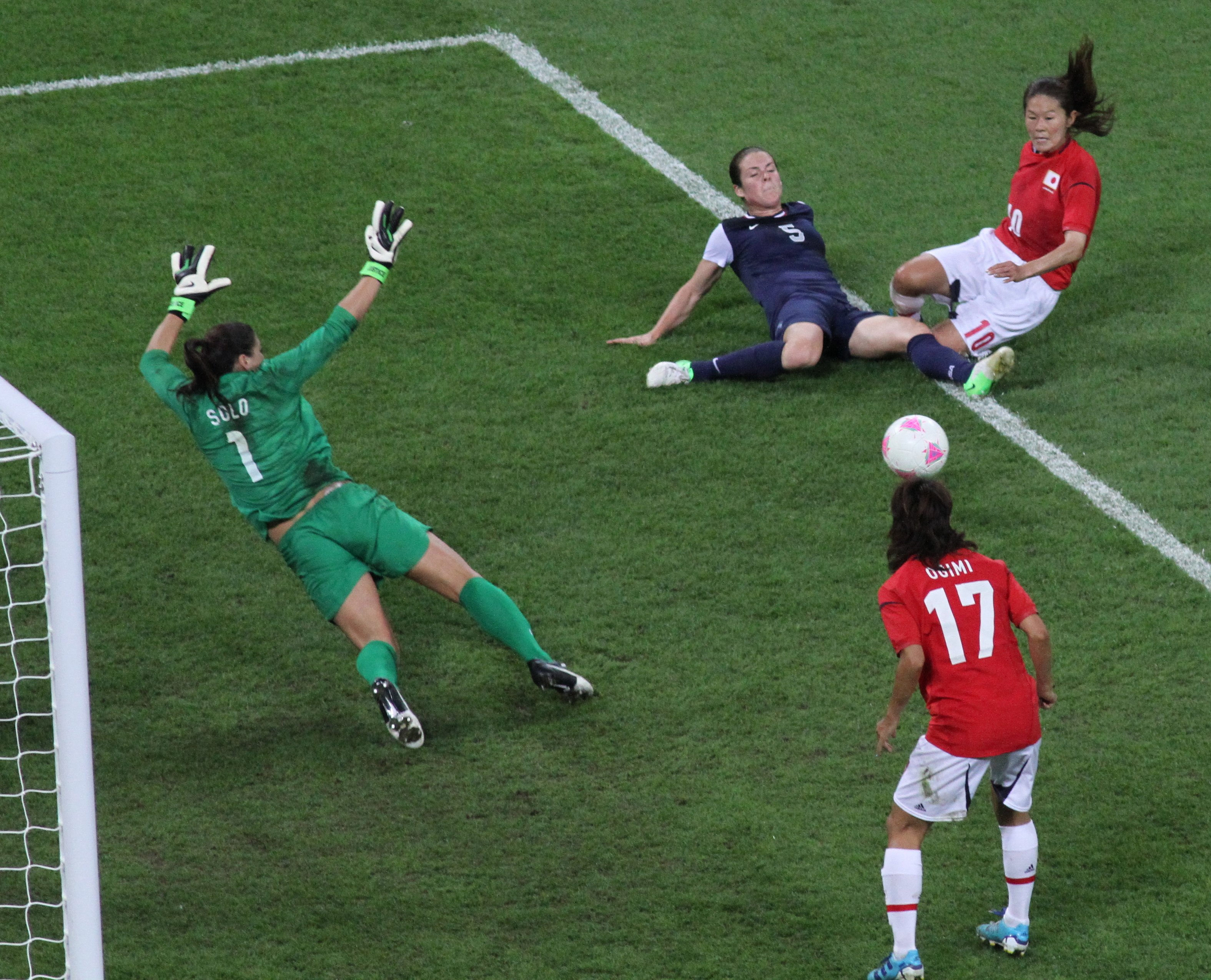
Szene aus der 63. Minute des Finales, in der Yūki Ōgimi auf Vorlage von Homare Sawa den 1:2-Anschlusstreffer erzielt.

Die Teilnahme am Turnier in London sicherten sich die Japanerinnen als amtierender Weltmeister durch den Sieg beim finalen asiatischen Qualifikationsturnier in der Volksrepublik China. Dabei gelangen Siege gegen Australien, China, Südkorea sowie Thailand und nur gegen Nordkorea wurde ein Punkt abgegeben, das sich als Zweiter ebenfalls qualifizierte.
Zum Turnierauftakt gewannen sie dann gegen Kanada mit 2:1, erreichten gegen Schweden und Neuling Südafrika aber nur torlose Remis. Als Gruppenzweiter gewannen sie dann mit 2:0 gegen Brasilien und anschließend im Halbfinale mit 2:1 gegen Frankreich. Damit kam es zur Neuauflage des WM-Finales von 2011 gegen die USA, diesmal aber mit dem besseren Ende für die US-Girls, die damit zum vierten Mal die Goldmedaille gewannen. Für Japan war die Silbermedaille die erste olympische Medaille im Frauen-Fußball, aber erneut konnte der amtierende Weltmeister nicht Olympiasieger werden.

### Olympia 2016 in Rio de Janeiro
Für die Spiele 2016 hatte sich auch Tokio beworben, war aber bei der Abstimmung in der zweiten Runde ausgeschieden. Daher muss Japan sich wieder sportlich qualifizieren. Für das Turnier in Rio de Janeiro qualifizieren sich bei einem Turnier im heimischen Osaka die beiden besten Mannschaften. Gegner beim am 29. Februar 2016 begonnenen Turnier sind Australien, China, Nordkorea, Südkorea sowie Vietnam. Japan startete mit einer 1:3-Niederlage gegen die Australierinnen in das Turnier und konnte beim anschließenden 1:1 gegen Südkorea nur einen Punkt holen. Nach einer 1:2-Niederlage gegen China und dem Sieg Chinas gegen Südkorea am vorletzten Spieltag, konnte sich Japan nicht mehr qualifizieren. Die beiden Siege in den letzten beiden Spiele reichten dann nur noch zum 3. Platz.

### Olympia 2020 in Tokio
Am 7. September 2013 wurden die XXXII. Olympischen Spiele an Tokio vergeben, womit die Japanerinnen automatisch qualifiziert sind. Bei der Auslosung am 21. April 2021 wurden ihnen für die um ein Jahr wegen der COVID-19-Pandemie um ein Jahr verschobenen Spiele OS-Neuling Chile, Großbritannien und Kanada zugelost. im ersten Spiel erreichten sie ein 1:1 gegen Kanada, wobei Mana Iwabuchi die frühe Führung der Kanadierinnen erst in der 84. Minute ausgleichen konnte. Das zweite Spiel gegen Großbritannien verloren sie mit 0:1, ein 1:0 gegen Chile reichte dann aber um als bester Gruppendritter das Viertelfinale zu erreichen. Hier treffen sie in ihrem 400. Länderspiel auf Schweden, das sich in der Gruppe mit Weltmeister USA, Australien und Neuseeland mit drei Siegen durchgesetzt hatte. Auch gegen die Japanerinnen konnten die Schwedinnen ihre Siegesserie fortsetzten, so dass für die Japanerinnen die Heimspiele mit einer 1:3-Niederlage endeten.

### Olympia 2024 in Paris
Für das Turnier mit Finale in Paris konnten sich die Japanerinnen beim AFC-Qualifikationsturnier qualifizieren. Sie mussten erst in der zweiten Runde einsteigen und konnten sich beim Turnier in Usbekistan im Oktober 2023 mit Siegen gegen Gastgeber Usbekistan, Indien und Vietnam für die dritte Runde qualifizieren. Hier trafen sie im Februar 2024 auf Nordkorea. Nach einem torlosen Remis auf neutralem Boden in Dschidda, gewannen sie das Rückspiel in Tokio mit 2:1. Bei den Olympischen Spielen treffen sie auf Weltmeister Spanien, der erstmals am olympischen Turnier der Frauen teilnimmt, Südamerikarekordmeister Brasilien und Afrikarekordmeister Nigeria. Nach der 1:2-Auftaktniederlage gegen die Weltmeisterinnen, wurde gegen Brasilien durch zwei Tore in der 90. Minute mit 2:1 und gegen Nigeria mit 3:1 gewonnen. Damit erreichten die Japanerinnen als Gruppenzweite die K.-o.-Runde, wo sie auf Rekordolympiasieger USA trafen. Nach torlosen 90 Minuten verloren sie durch ein Gegentor in der Verlängerung und damit zum fünften Mal bei Olympischen Spielen gegen die USA.

## Statistiken

### Bilanz gegen die Olympiasieger bei Olympischen Spielen
- USA: 5 Spiele – 5 Niederlagen – 4:10 Tore
- Kanada: 2 Spiele – 1 Sieg, 1 Remis – 3:2 Tore
- Norwegen: 2 Spiele – 1 Sieg, 1 Niederlage – 5:5 Tore
- Deutschland: 2 Spiele – 2 Niederlagen – 2:5 Tore

## Spiele

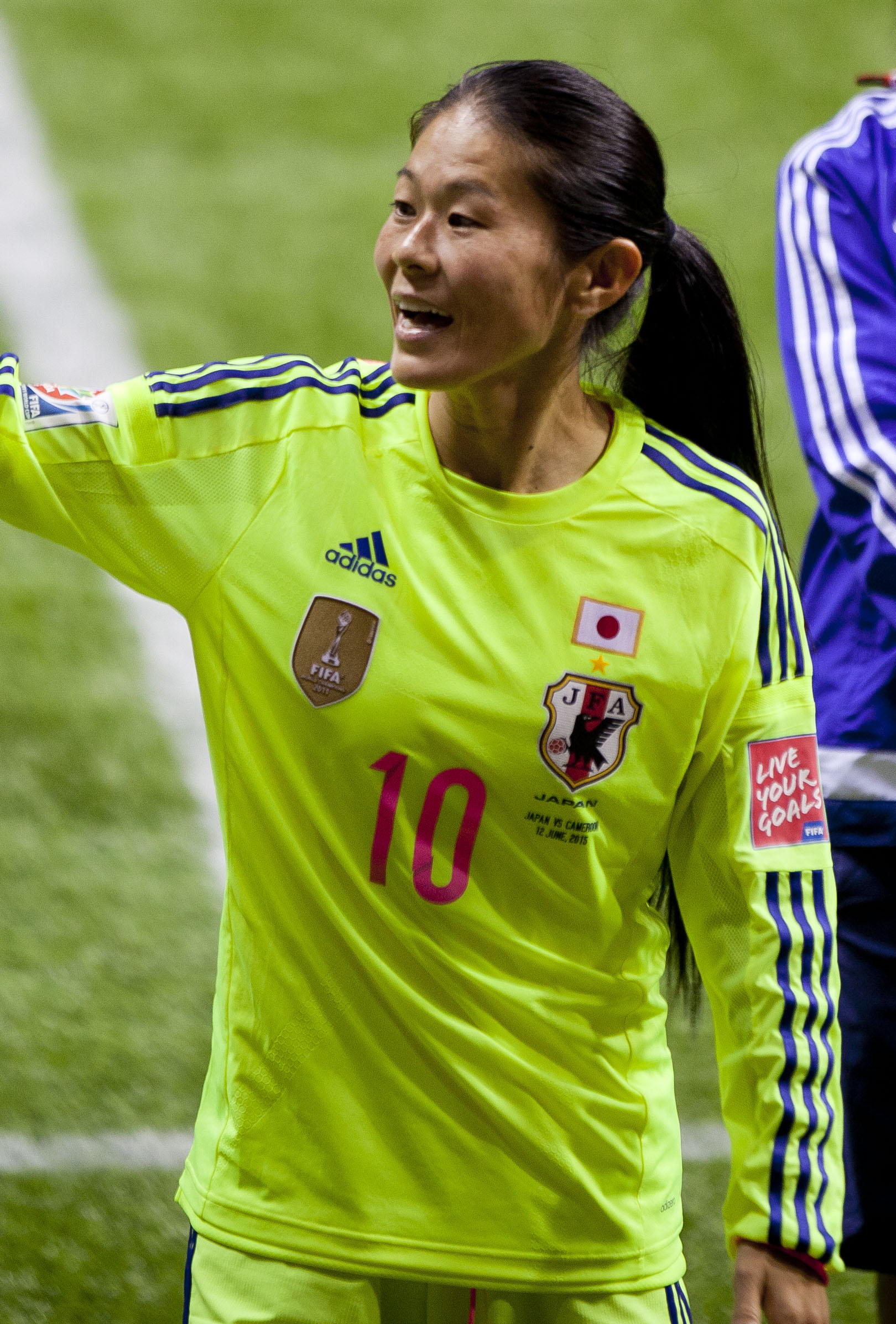
Homare Sawa, Japans Rekordnationalspielerin

Japan bestritten bisher 26 Spiele bei den Olympischen Spielen. Davon wurden neun gewonnen, 13 verloren und vier endeten remis. Nur das bisher letzte Spiel ging in die Verlängerung und wurde durch ein Tor verloren.
Die Japanerinnen spielten einmal gegen den Gastgeber, viermal gegen den späteren Olympiasieger (2004 im Viertelfinale, 2008 in der Vorrunde und im Halbfinale, 2012 im Finale) und dreimal gegen den Titelverteidiger. Die Japanerinnen spielten am häufigsten gegen die USA (5-mal), das in drei Spielen der letzte Gegner war. Vier Spiele waren die ersten gegen die jeweiligen Gegner.
Japan spielte bisher gegen Mannschaften aller Konföderationen und auch gegen die Meister der anderen Konföderationen (12-mal), am häufigsten gegen den Nordamerikameister (5-mal). Dreimal (1996, 2008 und 2024) traf Japan auf den amtierenden Weltmeister, wobei sie alle Spiele verloren.
Die meisten Spiele bestritt Homare Sawa, die in 17 der bisherigen 25 Spiele zum Einsatz kam und damit auf Platz 12 der Rangliste der meisten Spiele liegt. Sie ist auch die einzige asiatische Spielerin mit vier Olympiateilnahmen. Die meisten Tore erzielte Yūki Ōgimi, die vier Tore bei zwei Teilnahmen erzielte.
| Nr. | Datum      | Ergebnis  | Gegner                 | A/H/* | Austragungsort         | Anlass           | Bemerkung                                                                     |
| --- | ---------- | --------- | ---------------------- | ----- | ---------------------- | ---------------- | ----------------------------------------------------------------------------- |
| 1   | 21.07.1996 | 2:3       | Deutschland            | *     | Birmingham (USA)       | Vorrunde         |                                                                               |
| 2   | 23.07.1996 | 0:2       | Brasilien              | *     | Birmingham (USA)       | Vorrunde         |                                                                               |
| 3   | 25.07.1996 | 0:4       | Norwegen*              | *     | Washington, D.C. (USA) | Vorrunde         | Erstes Spiel gegen Norwegen                                                   |
| 4   | 11.08.2004 | 1:0       | Schweden               | *     | Volos (GRC)            | Vorrunde         |                                                                               |
| 5   | 14.08.2004 | 0:1       | Nigeria                | *     | Piräus (GRC)           | Vorrunde         | Erstes Spiel gegen Nigeria Erstes Spiel gegen einen amtierenden Afrikameister |
| 6   | 20.08.2004 | 1:2       | USA                    | *     | Thessaloniki (GRC)     | Viertelfinale    |                                                                               |
| 7   | 06.08.2008 | 2:2       | Neuseeland             | *     | Qinhuangdao (CHN)      | Vorrunde         |                                                                               |
| 8   | 09.08.2008 | 0:1       | USA (TV)               | *     | Qinhuangdao (CHN)      | Vorrunde         |                                                                               |
| 9   | 12.08.2008 | 5:1       | Norwegen               | *     | Shanghai (CHN)         | Vorrunde         |                                                                               |
| 10  | 15.08.2008 | 2:0       | Volksrepublik China    | A     | Qinhuangdao (CHN)      | Viertelfinale    |                                                                               |
| 11  | 18.08.2008 | 2:4       | USA (TV)               | *     | Peking (CHN)           | Halbfinale       |                                                                               |
| 12  | 21.08.2008 | 0:2       | Deutschland*           | *     | Peking (CHN)           | Spiel um Platz 3 |                                                                               |
| 13  | 25.07.2012 | 2:1       | Kanada                 | *     | Coventry (GBR)         | Vorrunde         | Bisher einziger Sieg gegen einen amtierenden CONCACAF-Meister                 |
| 14  | 28.07.2012 | 0:0       | Schweden               | *     | Coventry (GBR)         | Vorrunde         |                                                                               |
| 15  | 31.07.2012 | 0:0       | Südafrika              | *     | Cardiff (GBR)          | Vorrunde         | Erstes Spiel gegen Südafrika                                                  |
| 16  | 03.08.2012 | 2:0       | Brasilien              | *     | Cardiff (GBR)          | Viertelfinale    |                                                                               |
| 17  | 06.08.2012 | 2:1       | Frankreich             | *     | London (GBR)           | Halbfinale       |                                                                               |
| 18  | 09.08.2012 | 1:2       | USA (TV)               | *     | London (GBR)           | Finale           | Gewinn der ersten olympischen Medaille (Silber)                               |
| 19  | 21.07.2021 | 1:1       | Kanada                 | H     | Sapporo                | Vorrunde         |                                                                               |
| 20  | 24.07.2021 | 0:1       | Vereinigtes Königreich | H     | Sapporo                | Vorrunde         | Erstes Spiel gegen Großbritannien                                             |
| 21  | 27.07.2021 | 1:0       | Chile                  | H     | Rifu                   | Vorrunde         |                                                                               |
| 22  | 30.07.2021 | 1:3       | Schweden               | H     | Saitama                | Viertelfinale    | 400. Länderspiel                                                              |
| 23  | 25.07.2024 | 1:2       | Spanien*               | *     | Nantes (FRA)           | Vorrunde         |                                                                               |
| 24  | 28.07.2024 | 2:1       | Brasilien              | *     | Paris (FRA)            | Vorrunde         |                                                                               |
| 25  | 31.07.2024 | 3:1       | Nigeria                | *     | Nantes (FRA)           | Vorrunde         |                                                                               |
| 26  | 03.08.2024 | 0:1 n. V. | USA                    | *     | Paris (FRA)            | Viertelfinale    |                                                                               |

Anmerkung: Fett gesetzte Mannschaften waren zum Zeitpunkt des Spiels Kontinentalmeister, mit „*“ markierte Mannschaften waren Weltmeister.

## Rekorde
- Die meisten Spiele als Trainer mit einer Mannschaft: Norio Sasaki, John Herdman (England, mit Kanada), Silvia Neid (Deutschland) und Pia Sundhage (Schweden, mit den USA) – je 12
- Die häufigsten Paarungen: Japan – USA und Brasilien – Deutschland (je 5)

Die japanische Mannschaft erzielte ihre höchsten Siege gegen diese Mannschaften bei Olympischen Spielen:
- Chile 1:0 Vorrunde 2021 – erster Sieg gegen Chile
- Norwegen 5:1 Vorrunde 2008

Ihre höchste Niederlage gegen diese Mannschaft kassierte sie bei Olympischen Spielen:
- Brasilien 0:2 Vorrunde 1996
- Nigeria 0:1 Vorrunde 2004 – einzige Niederlage gegen Nigeria
- Norwegen 0:4 Vorrunde 1996 – zudem ein 0:4 in der WM-Vorrunde 1999
- Vereinigtes Königreich 0:1 Vorrunde 2021 – einziges Spiel gegen Großbritannien

### Negativrekorde
- Erstes Eigentor: Yumi Tōmei am 21. Juli 1996 gegen Deutschland zum zwischenzeitlichen 1:2 (Endstand 2:3)